# Кодри (кантон)
Кодри (фр. Caudry) — кантон во Франции, находится в регионе О-де-Франс, департамент Нор, округ Камбре.
Кантон образован в результате реформы 2015 года. В его состав вошли упраздненный отдельные коммуны упраздненных кантонов Карньер, Клари, Маркуэн и Камбре-Эст.

## Состав кантона
В состав кантона входят коммуны (население по данным Национального института статистики за 2017 г.):
- Авен-лез-Обер (3 640 чел.)
- Бевилле (562 чел.)
- Бермерен (723 чел.)
- Бетанкур (749 чел.)
- Бовуа-ан-Камбрези (2 072 чел.)
- Борен (231 чел.)
- Бусьер-ан-Камбрези (422 чел.)
- Вандежи-сюр-Экайон (1 068 чел.)
- Вертен (517 чел.)
- Вилле-ан-Коши (1 248 чел.)
- Вьели (1 506 чел.)
- Ивюи (3 348 чел.)
- Каньонкль (611 чел.)
- Капель (153 чел.)
- Карньер (1 073 чел.)
- Кодри (14 591 чел.)
- Коруар (570 чел.)
- Кьеви (1 783 чел.)
- Монтрекур (224 чел.)
- Нав (636 чел.)
- Осси (1 531 чел.)
- Ромери (450 чел.)
- Рьё-ан-Камбрези (1 445 чел.)
- Сен-Ва-ан-Камбрези (888 чел.)
- Сен-Мартин-сюр-Экайон (515 чел.)
- Сен-Питон (1 016 чел.)
- Сент-Илер-ле-Камбре (1 602 чел.)
- Сент-Обер (1 570 чел.)
- Солем (4 338 чел.)
- Сользуар (1 753 чел.)
- Соммен (413 чел.)
- Эскармен (470 чел.)
- Эстурмель (461 чел.)

## Политика
На президентских выборах 2022 г. жители кантона отдали в 1-м туре Марин Ле Пен 42,7 % голосов против 20,2 % у Эмманюэля Макрона и 15,4 % у Жана-Люка Меланшона; во 2-м туре в кантоне победила Ле Пен, получившая 65,1 % голосов. (2017 год. 1 тур: Марин Ле Пен – 37,9 %,  Жан-Люк Меланшон – 19,3 %, Эмманюэль Макрон – 15,7 %, Франсуа Фийон – 13,98 %; 2 тур: Макрон – 58,9 %. 2012 год. 1 тур: Франсуа Олланд — 28,5 %, Николя Саркози — 25,2 %, Марин Ле Пен — 20,5 %; 2 тур: Олланд — 58,1 %).
С 2021 года кантон в Совете департамента Нор представляют Анн-Софи Буассо (Anne-Sophie Boisseaux) и мэр города Кодри Фредерик Брику (Frédéric Bricout) (оба – Разные правые).
|                | Кандидаты                      | Партия                   | Первый тур | Первый тур     | Второй тур | Второй тур |
| Кол-во голосов | Кандидаты                      | Партия                   | % голосов  | Кол-во голосов | % голосов  |            |
| -------------- | ------------------------------ | ------------------------ | ---------- | -------------- | ---------- | ---------- |
|                | Анн-Софи Буассо Фредерик Брику | Разные правые            | 6 275      | 54,70          | 7 594      | 67,42      |
|                | Матиас Десвемер Гислен Лефевр  | Национальное объединение | 3 371      | 29,38          | 3 669      | 32,58      |
|                | Николя Брюлан Софи Десрёмо     | Левый блок – Зелёные     | 1 826      | 15,92          |            |            |

|                | Кандидаты                       | Партия                  | Первый тур | Первый тур     | Второй тур | Второй тур |
| Кол-во голосов | Кандидаты                       | Партия                  | % голосов  | Кол-во голосов | % голосов  |            |
| -------------- | ------------------------------- | ----------------------- | ---------- | -------------- | ---------- | ---------- |
|                | Ги Брику Анн-Софи Лекюйер       | Правый блок             | 6 972      | 35,86          | 10 566     | 59,75      |
|                | Жан Данжу Мелани Дисдье         | Национальный фронт      | 6 302      | 32,41          | 7 119      | 40,25      |
|                | Дельфин Батай Жорж Фламан       | Социалистическая партия | 3 910      | 20,11          |            |            |
|                | Александр Баскен Брижитт Лефевр | Левый фронт             | 2 260      | 11,62          |            |            |